# Cletus Wotorson
Cletus Segbe Wotorson (ur. 13 marca 1937, zm. 13 sierpnia 2024) – polityk liberyjski, geolog.
W 1997 bez powodzenia kandydował na urząd prezydenta Liberii. 26 marca 2009 został wybrany na przewodniczącego pro tempore Senatu Liberii.